# El Llano de Plascencia
El Llano de Plascencia är en ort i Mexiko.   Den ligger i kommunen Cuquío och delstaten Jalisco, i den centrala delen av landet, 400 km väster om huvudstaden Mexico City. El Llano de Plascencia ligger 1 782 meter över havet och antalet invånare är 196.
Terrängen runt El Llano de Plascencia är platt åt nordost, men åt sydväst är den kuperad. Runt El Llano de Plascencia är det ganska glesbefolkat, med 23 invånare per kvadratkilometer. Närmaste större samhälle är Ixtlahuacán del Río, 16,3 km väster om El Llano de Plascencia. Trakten runt El Llano de Plascencia består till största delen av jordbruksmark.